# Manthey Racing
Manthey Racing — немецкая автогоночная команда. Известна прежде всего успехом в гонке 24 часа Нюрбургринга в 2006–2009 гг.

## История
Фирма Manthey Racing GmbH была основана Олафом Мантеем в 1996 году в Рейнбрайтбахе. Её специализацией была постройка гоночных автомобилей на базе машин Porsche. Также с 1997 года по просьбе некоторых клиентов фирма занимается доводочными работами для дорожных машин. Расширение деятельности компании потребовало переезда в Нюрбург в Доттингене, напротив гоночного кольца Нюрбургринг.

## Автоспорт
С самого своего основания Manthey Racing участвует в Суперкубке Порше и добивается существенных успехов в нем до конца 90-х гг. Также в 1999 году команда победила в гонке 24 часа Ле-Мана в классе GT.
В 2001 команда дебютировала в ДТМ с гонщиками Патриком Хьюсманом и Берндом Майландером на машинах Mercedes-Benz CLK, Марсель Тиманн заменял Майландера на нескольких гонках. На последнем этапе в Хоккенхайме Майландеру удалось добиться победы. Также в ходе сезона трижды команда приводила своих гонщиков на подиум. В целом команда завершила сезон на 3-м месте. Однако в 2002 году концерном было построено лишь 4 новых машины, которые достались заводским командам, а Manthey Racing была вынуждена выступать на машинах прошлого года. Это не позволило её гонщикам завоевать хоть одно очко и в конце сезона команда покинула ДТМ, а также и Суперкубок Порше, результаты в котором упали.
В итоге в 2003 г. команда обратилась к VLN и гонке 24 часа Нюрбургринга, где участвовала с собственным Porsche 996 GT3. После двух подиумов в 2003 и 2004 гг., а также 9-го места из-за аварии в 2005 г. команда наконец выиграла в 2006 г., а также вновь повторила свой успех в 2007 и 2008 гг. Причём с 2007 г. команда выступает уже на новом Porsche 997. Причём в 2008 г. второе место неожиданно заняла старая машина, с которой команда участвовала с 2003 по 2006 гг.

## Достижения
- 1996: 4. место в командном зачете в Суперкубке Порше
- 1997: 1-е и 2-е место в личном зачете в Суперкубке Порше (Патрик Хьюсман и Оливер Матай), а также победа в командном зачете.
- 1998: 1-е и 2-е место в личном зачете в Суперкубке Порше (Патрик Хьюсман и Оливер Матай), а также победа в командном зачете.
- 1999: Победа в классе GT в гонке 24 часа Ле-Мана (Porsche)
- 1999: Победа в личном (Патрик Хьюсман) и командном зачетах в Porsche Supercup
- 2000: Победа в личном (Патрик Хьюсман) и командном зачетах в Porsche Supercup
- 2001: 3-е место командном зачете в DTM (Mercedes-Benz CLK)
- 2001: 3-е место в командном зачете в Porsche Supercup
- 2002: 4-е место в командном зачете Porsche Supercup
- 2003: 3-е место в гонке 24 часа Нюрбургринга
- 2004: 3-е место в 24 часах Нюрбургринга
- 2005: 9-е место в 24 часах Нюрбургринга
- 2006: Победа в 24 часах Нюрбургринга (Лукас Лур, Тимо Бернхард, Майк Роккенфеллер и Марсель Тиманн)
- 2007: Победа в 24 часах Нюрбургринга (Тимо Бернхард, Ромен Дюма, Марсель Тиманн и Марк Либ)
- 2008: Победа в 24 часах Нюрбургринга (Тимо Бернхард, Ромен Дюма, Марсель Тиманн и Марк Либ)
- 2009: Победа в 24 часах Нюрбургринга (Тимо Бернхард, Ромен Дюма, Марсель Тиманн и Марк Либ)
- 2018: Победа в 24 часах Нюрбургринга
- 2021: Победа в 24 часах Нюрбургринга